# Fuchsmühle (Nehlitz)

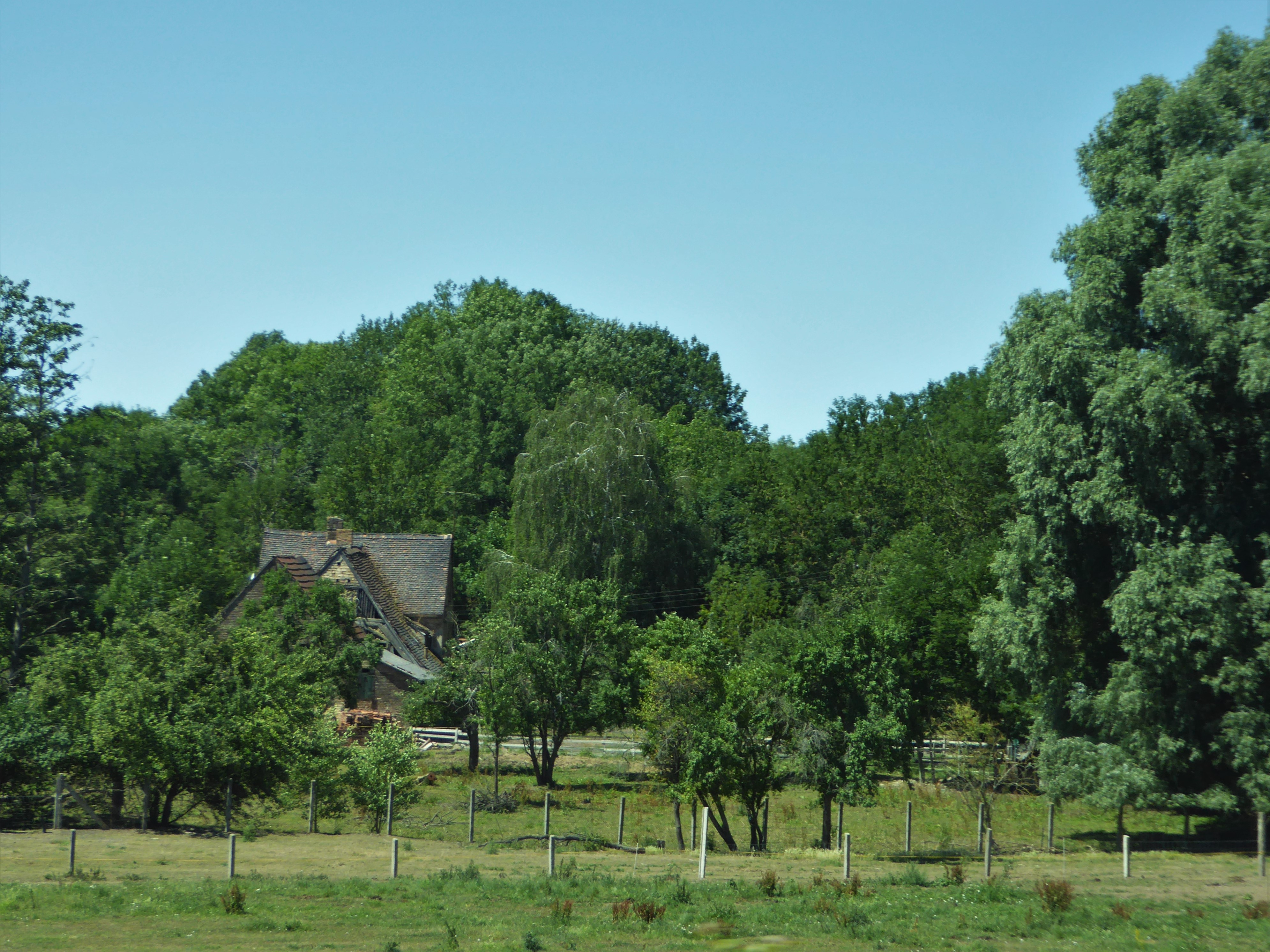
Ansicht von Osten

Die Fuchsmühle ist eine denkmalgeschützte Mühle im Ortsteil Nehlitz der Gemeinde Petersberg in Sachsen-Anhalt. Im örtlichen Denkmalverzeichnis ist die Mühle unter der Erfassungsnummer 094 60948 als Baudenkmal verzeichnet.
Die Fuchsmühle steht heute auf dem Ortsgebiet von Nehlitz, gehörte aber laut Heineccius im Jahr 1785 ursprünglich, unter der Bezeichnung Mahlmühle an der Götschau zur Ortschaft Dachritz. Die Wassermühle steht südwestlich der Gaststätte Rotes Haus in einem Waldstück der Flussaue an der Götsche, nördlich der Götschetalbrücke.